# 王三奇
王三奇（16世紀—1630年代），字萃乾，廣東廣州府增城縣慶隆舖人，明朝政治人物。

## 生平
王三奇儀容奇偉，聲如洪鐘，個性和藹，曾跟隨潘禹謨學習，二人同中萬曆二十八年（1600年）庚子科廣東鄉試舉人，考官以此為榮，四十一年（1613年）授建昌推官，當時建昌饑荒無法購買糧食即將生變，他設法賑濟平息亂民，平反廣昌旴江的冤獄，釋放冤枉者三十多人，有神明稱譽，奉命兼察南昌、廣信、瑞州、袁州各府，清理弊病最為巡按御史所重，攝南豐、廣昌縣事均有頌德碑，在兩河徵稅時憐憫商人被規章所困，特為寬減，商人感激涕泣，並乞求各稅項皆以南豐、廣昌兩縣為例，又修建育英堂，選拔優異士子讀書，再捐俸置田資助。然而他得罪上級，謫廣西布政使司照磨，崇禎二年（1629年）陞陽朔知縣，很快辭官回鄉，他個性孝順，事繼母如親母一般，惟恨不能終養，旴江人思念其德行建祠祭祀，十二年（1639年）入祀鄉賢祠。

## 引用
1. 1 2  民國《增城縣志·卷十九·人物二》：王三奇，字萃乾，慶隆舖人，風儀偉特，音吐如洪鐘，性和粹，人與之交者如飲醇醪，嘗受業於潘禹謨，萬厯庚子與禹謨同領鄉薦，講席以為榮，癸丑授江西建昌府推官，時建昌大饑無所告糴，闔郡洶洶將為變，三奇設法賑之，亂民遂息，辦旴江冤獄，出枉者三十餘人，有神明稱，奉委兼察南昌、廣信、瑞州、袁州諸府，釐剔奸蠧最為巡按御史所任，攝南豐、廣昌，所至有頌德碑，榷稅兩河，憫商人困於科條，特為寬減，諸商涕泣感之，並乞各稅皆以旴為例，建育英堂遴士之尤異者讀書其中，而捐俸置田以資其膏火焉。無何忤上官，左遷廣西布政司照磨，轉陽朔令，未幾解組歸，性至孝，事繼母老而不倦易簀，時惟恨不能終養云，旴人思其德，建祠祀之，崇正十二年舉祀鄉賢祠。